# Mosul (film, 2019)
Pour plus de détails, voir Fiche technique et Distribution.
Mosul ou Mossoul est un film d'action américain en langue arabe de 2019, écrit et réalisé par Matthew Michael Carnahan. Il est basé sur la bataille de Mossoul en 2016, qui a vu les  forces gouvernementales irakiennes (en) et leurs alliés de la coalition vaincre l'État Islamique qui contrôle la ville depuis juin 2014.
Le film est présenté en première au Festival du film de Venise en 2019 et est sorti sur Netflix le 26 novembre 2020.

## Synopsis
Pendant la bataille de Mossoul, trois policiers de la ville arrêtent des trafiquants de drogue de l’État Islamique (« EI » ou « ISIS » en anglais). Cependant, ils sont bientôt attaqués par l'EI et manquent de munitions. Alors qu'ils se défendent à l'intérieur d'un café, l'un des policiers, Kawa — un Kurde de 21 ans récemment enrôlé comme policier — perd son oncle lors de la fusillade. L'équipe SWAT de Ninive, — une division de police composée d'hommes originaires de Mossoul qui ont perdu des membres de leur famille par la faute de l'EI et dirigée par le commandant major Jasem —, alors qu'ils poursuivent leur propre mission, trouve les policiers bloqués et les sauve des islamistes, avant d'exécuter les trafiquants. Ils proposent alors à Kawa de les rejoindre puisqu'il a perdu son oncle à cause de l'EI et peut donc faire partie de leur équipe. Ce qu'il accepte, tandis que son partenaire, l'autre policier nommé Jameel, propose d'emporter le corps de l'oncle de Kawa pour l'enterrer.
L'équipe SWAT poursuit sa mission. Kawa pose des questions à plusieurs reprises sur leur objectif de mission mais est toujours ignoré. Alors qu'ils se reposent à l'intérieur d'un bâtiment abandonné, Kawa et Jasem remarquent que l'ancien partenaire de Kawa, Jameel, signale à un kamikaze de l'EI l'emplacement de l'équipe SWAT. Tomahawk, l'un des membres de l'équipe, meurt pendant l'explosion d'une bombe. Le commandant Jasem donne la hache de Tomahawk à Kawa. Alors qu'ils emmènent le corps de leur collègue décédé afin de l'enterrer, Kawa devient frustré qure personne ne réponde à ses questions ; et personne ne lui fait confiance parce que Hooka l'accuse d'être le partenaire d'un traître.
En traversant la partie de Mossoul tenue par l'EI, l'équipe SWAT et les civils environnants sont sous le feu d'hommes armés tirant depuis un toit et Hooka est tué. Alors que l'équipe SWAT dégage le toit et planifie son prochain plan d'action, un drone chargé d'explosifs cible l'un des Humvees des SWAT. Un deuxième drone chargé d'explosifs est abattu par un colonel des forces spéciales iraniennes (en), Isfahani, qui commande les Forces de Mobilisation Populaire (PMF) à Mossoul. Il offre des munitions SWAT AK-47 à l'équipe, en échange de cartouches de cigarettes. Alors que les hommes du SWAT rencontrent le PMF et que Jasem troque avec Isfahani, Jasem se rend compte que l'un des prisonniers du PMF est le partenaire de Kawa, Jameel. Celui-ci explique avoir été capturé par le groupe ISIS et menacé d'assassinat de son petit-fils dans le Michigan à moins qu'il ne les informe de l'emplacement de l'équipe SWAT. Les tensions entre le SWAT et le PMF augmentent rapidement lorsque Jasem et Ishfahani se disputent sur ce qu'il faut faire avec Jameel, mais Kawa utilise la hache qui lui a été donnée et tue Jameel, désamorçant la situation. Waleed échange ensuite le narguilé de Hooka contre un RPG avec une seule roquette, dans l'intention d'attaquer un camp de l'EI qu'ils ont vu plus tôt depuis le toit.
Alors qu'ils partent, le commandant Jasem explique à Kawa que son équipe SWAT est allée à l'encontre des ordres de ses supérieurs de ne pas entreprendre cette mission ; il commence à répondre aux questions répétées de Kawa sur la mission. Cependant, Kawa l'arrête et l'informe qu'il ne veut plus rien savoir et qu'il suivra simplement les ordres de Jasem. L'équipe SWAT poursuit sa mission et atteint un barrage routier, ce qui les oblige à se battre à l'extérieur de leurs Humvees. Youness est accidentellement tué par un tir ami, tandis que Kawa est blessé par une grenade (également un tir ami) qui le défigure. Alors que l'équipe entre dans un bâtiment, Razak est tué dans un combat rapproché et Sinan subit une blessure par arme blanche.
L'équipe SWAT attaque un camp de l'EI et Akram meurt après avoir été abattu. Alors qu'ils sécurisent le camp de l'EI, Jasem, qui a l'habitude de nettoyer les ordures de toutes les zones où il se trouve malgré sa destruction[pas clair], déclenche accidentellement un piège de l'EI et est tué. Avec la mort de leur commandant, l'équipe SWAT subit une grande perte de moral. Cependant, Kawa réussit à leur rappeler leur mission. Waleed conduit le reste du groupe, maintenant réduit à six membres, dans un complexe d'appartements où il utilise une clé de rechange[pas clair] (qu'il avait cachée dans sa chaussure) pour ouvrir la porte d'un appartement. Il tue un membre de l'EI qui a emmené la femme de Waleed Hayat avec sa fille Dunya pour un mariage forcé.
Kawa comprend enfin l'objectif de la mission du SWAT, apprenant que le groupe avait déjà effectué des missions pour libérer les membres de leurs familles capturés par l'EI. Alors qu'il apprend que le fils d'Amir est proche de leur emplacement, il demande à quelle distance.